# Clairvoyance
 "Klarsyn" omdirigeres hertil. For andre betydninger af Klarsyn, se Klarsyn (flertydig).
Clairvoyance er en form for psykisk perception, der siges at tillade en person at opfatte information om objekter, personer, steder eller begivenheder gennem sanser uden brug af de traditionelle fem fysiske sanser (syn, hørelse, lugt, smag og berøring). Ordet "clairvoyance" stammer fra det franske ord "clair", der betyder "klar", og "voyance", der betyder "syn".
Personer, der hævder at have clairvoyante evner, hævder ofte at modtage information på en måde, der går ud over den normale menneskelige sansning. Dette kan omfatte at "se" billeder, symboler eller visioner i deres sind, føle eller fornemme information intuitivt eller modtage meddelelser gennem deres drømme eller trancestaten.
Det er vigtigt at bemærke, at clairvoyance ikke er videnskabeligt bevist, og det er et emne, der ofte er genstand for kontrovers inden for videnskabelige kredse. Mens nogle forskere hævder, at de har oplevet eller observeret clairvoyante fænomener, tvivler mange inden for videnskabelige kredse på, at clairvoyance er en psykisk evne.
Clairvoyance kan dog være et fascinerende emne og er en del af mange spirituelle og religiøse traditioner. Det har fandtes i forskellige former over hele verden siden oldtiden og spiller ofte en rolle i okkultisme og moderne spiritisme og spiritualisme. Mennesker, der søger vejledning eller indsigt i deres liv eller fremtiden, kan opsøge clairvoyante rådgivere eller praktikere i håb om at få svar eller vejledning fra det åndelige rige.

## Historie
Historisk set har troen på clairvoyance rødder i mange forskellige kulturer og traditioner rundt om i verden. De fleste gamle civilisationer og kulturer havde forestillinger om mennesker med ekstraordinære psykiske evner, der kunne opfatte information, som lå uden for det normale spektrum af sanser.
I indfødte samfund over hele verden har shamaner og medicinmænd traditionelt fungeret som forbindelser til det åndelige rige og havde evnen til at modtage meddelelser og visdom fra ånder og guddommelige kræfter gennem deres trance-lignende tilstande.
I oldtidens Grækenland blev der for eksempel tillagt oraklet i Delfi en særlig clairvoyant evne til at give profetiske og guddommelige budskaber. Oraklet blev anset for at være i stand til at formidle visdom og vejledning fra guderne til mennesker gennem deres klarsyn og intuition.
I gamle Kina blev kejserlige rådgivere og vismænd ofte valgt på grundlag af deres evne til at forudsige fremtidige begivenheder og rådgive kejseren baseret på deres clairvoyante evner. Disse rådgivere studerede ofte astronomi, astrologi og andre former for metafysik for at forstå kosmiske og åndelige kræfter.
I moderne tid har interessen for clairvoyance og andre former for psykisk perception ikke aftaget, og det fortsætter med at være en del af mange spirituelle og okkulte praksisser. Selvom skeptikere kan afvise clairvoyance, fortsætter den med at fascinere og inspirere mennesker over hele verden.

## Parapsykologi
Clairvoyance bliver studeret inden for parapsykologi, et felt inden for psykologi, der beskæftiger sig med undersøgelsen af paranormale fænomener og psykiske evner. Parapsykologi omfatter undersøgelsen af forskellige psykiske fænomener, herunder telepati, prækognition, psykokinese og naturligvis clairvoyance.
Inden for parapsykologi søger forskere at undersøge, dokumentere og forstå de mulige mekanismer og årsager til disse fænomener. Dette inkluderer at udføre eksperimenter, observationer og statistiske analyser for at evaluere påstande om clairvoyance og andre former for psykiske evner.
Parapsykologiske undersøgelser af clairvoyance kan omfatte forskellige tilgange, herunder laboratoriebaserede eksperimenter, feltundersøgelser og analyse af historiske tilfælde og rapporter om clairvoyante oplevelser.
Det er vigtigt at bemærke, at parapsykologi er et kontroversielt felt. Mens forskere inden for parapsykologi mener, at der er tilstrækkeligt med evidens til at støtte eksistensen af paranormale fænomener som clairvoyance, er mange andre forskere skeptiske over for påstandene.
Uanset kontroversen forbliver parapsykologi et interessant område for dem, der er fascinerede af det ukendte og ønsker at udforske de grænser, der er mellem den normale menneskelige erfaring og det, der ligger uden for vores almindelige forståelse.

## Eksempler på personer der påstår at være clairvoyante
- Lorraine Warren
- Gry Bay
- Hannibal Hildorf